# Нордическая раса

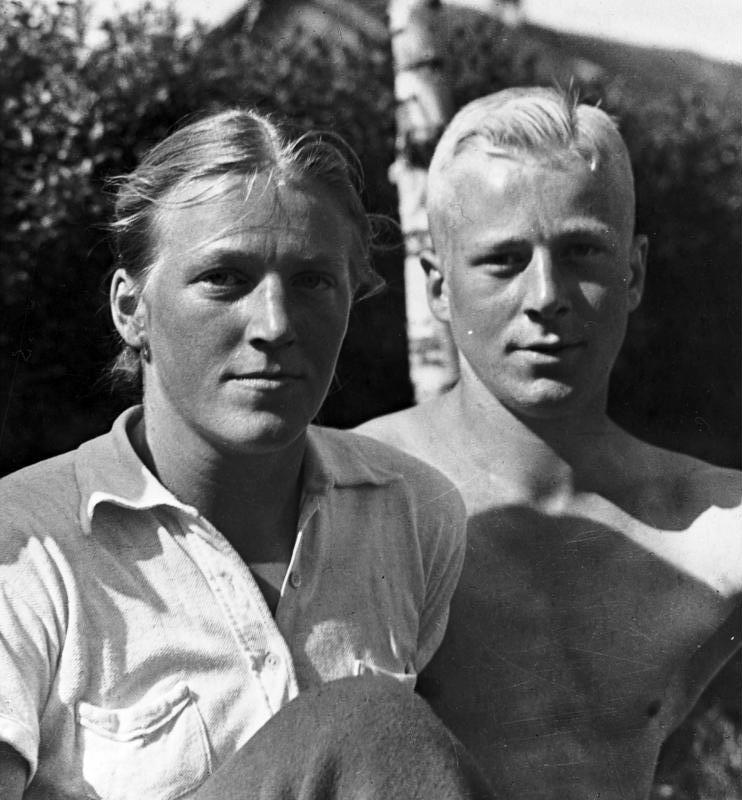
Два молодых спортсмена нордической расы, фото из расового офиса НСДАП

Норди́ческая ра́са (также норди́йская ра́са, се́верная ра́са; нем. Nordische Raße, англ. Nordic race) — малая раса (антропологический тип) в составе большой европеоидной расы человека. Термин использовался идеологами расизма, в частности в «нордической теории». В советской антропологии термин почти не употреблялся из-за его географической неопределённости. Раса распространена в Северной Европе (у финнов, шведов, норвежцев, немцев Севера Германии, голландцев, англичан, западных эстонцев и  западных  латышей), а также у северо-западных русских, северных карел, коми и части эрзя.

## Термин
Термин «нордическая раса» был введён русским и французским антропологом французского происхождения Иосифом Деникером в начале XX века, который характеризовал её как «высокорослую расу правильного и худощавого телосложения, со светлыми, иногда волнистыми волосами, светлыми глазами, розовой кожей и долихоцефальным черепом». Термин прижился, и этот тип выделялся исследователями, придерживавшимися типологической концепции расы. Советскими антропологами использовался преимущественно термин «северная раса».

## Происхождение
Норвежский анатом и антрополог первой половины XX века Кристиан Шрейнер (Скрейнер) считал, что северный тип связан с археологической культурой боевых топоров: «Поскольку этот тип в наше время более всего сконцентрирован в центральных областях Скандинавии, то логично будет предположить, что это связано с тем, что неолитические захватчики этих областей принадлежали преимущественно к восточным племенам культуры боевых топоров, которые из всех неолитических племён были ближе всего к нордическому типу».
Американский антрополог Карлтон Кун в 1930-х годах писал, что этот тип исходно принадлежал к кругу средиземноморских форм, претерпевших процесс депигментации. Эта раса, согласно Куну, является результатом смешения древних типов культуры шнуровой керамики и дунайской культуры.

## Характерные признаки
К числу характерных признаков расы относят долихокефалию, высокий рост, светлые волосы и глаза.

## Исторические подтипы
Немецкий антрополог Фриц Паудлер в своей книге «Die hellfarbigen Rassen» различал два скандинавских типа:
- далонордический (фальский согласно нацистскому расовому теоретику Хансу Гюнтеру) — высокий, длинноголовый, с мезоринным носом и коротким, широким лицом;
- тевтонордический — высокий, длинноголовый, с длинным узким носом и формой лица.

Первый тип Паудлер считал непосредственным потомком кроманьонца.
Немецкий антрополог Эгон фон Эйкштедт выделил три нордических типа (1937):
- далонордид;
- тевтонордид;
- финнонордид.

В своей книге «Расы Европы» (1939) американский антрополог Карлтон Кун выделил четыре подтипа нордической расы:
- кельтский тип железного века;
- англосаксонский тип;
- трённелагский тип;
- остердальский тип.

Итальянский антрополог Ренато Биасутти в своём монументальном труде «Расы и народы Земли» («итал. Le razze e i popoli della terra», первое издание — 1939, второе — 1953—1960) выделил три подтипа нордической расы:
- ирландская раса;
- фальская раса;
- финская раса.

Шведский антрополог Бертиль Лундман делил нордидов на следующие подтипы:
- фалиды;
- скандо-нордиды;
- северные атлантиды.

Также он выделял «восточных нордидов», хотя и относил их в другую расовую группу.

## Нордизм (нордицизм)
Идея о превосходстве нордической расы над другими стала основой псевдонаучной теории нордизма или нордицизма. Её основоположниками считаются французские авторы Артюр Гобино и Жорж де Лапуж. Нордицизм был распространён в Западной Европе и Северной Америке в конце XIX — начале XX века и оказал большое влияние на формирование идеологии национал-социализма.
Рядом публицистов и расовых теоретиков, начиная с Гобино, высказывается обеспокоенность, связанная с происходящим, по их мнению, количественным уменьшением представителей нордической расы. О «проблеме исчезновения нордической расы» писал один из авторов расовой теории и нацистский теоретик Ханс Гюнтер, который в 1925 году сформулировал нордическую идею как «философский комплекс естественно-научных, биологических, и расово-политических проблем».